# 山崎城 (山城国)
山崎城（やまざきじょう）は、京都府乙訓郡大山崎町字大山崎にあった日本の城（山城）。「天王山宝寺城」や「天王山城」とも呼ばれている。

## 概要
山崎城がある天王山（標高270.4メートル）は淀川を挟んで男山があり、宇治川、木津川、桂川の合流するところで、山城と摂津の国境にある。山麓には西国街道があり、河川を含め軍事、経済、交通の要所である。
京都への圧力と、防備、外圧を防ぐ両面を持った地で、古来より何度か戦場となっている。山崎の戦い後、大坂城を築城するまで豊臣秀吉が本拠地としていた。

## 沿革

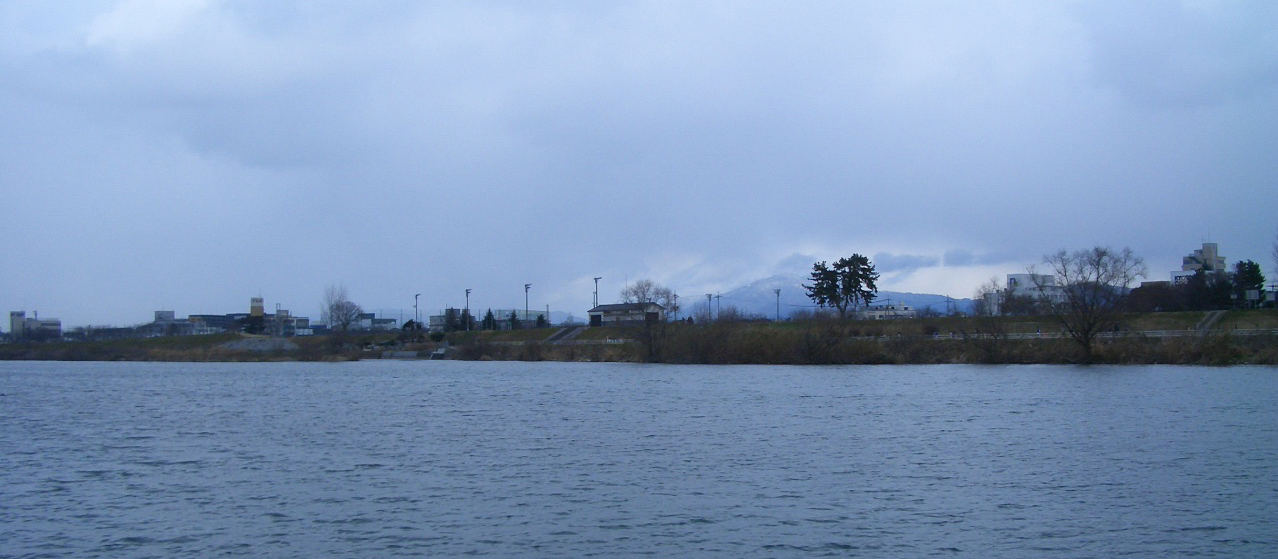
桂川原の主戦場跡

山崎城の史料上の初見は林直弘への軍忠状に、｢山城の国山崎警固の事（中略）八王子山に馳せ参じ、鳥取尾城五月廿九日より六月廿三日まで用害警固を致し候｣(『赤松範資の軍忠状』)とあり、鳥取尾城とは山崎城を指し、当時摂津守護であった赤松範資が南朝方を防衛するため林直弘へ警護を命じた。次に文明2年（1470年）、山城の国人野田泰忠の軍忠状に、｢廿四日（中略）山名弾正殿御被官相共に山崎に着陣仕り（中略）城を鳥取尾城に構え在陣致す｣（『野田泰忠の軍忠状』）とあり、文明2年12月24日、応仁の乱の時に大内政弘軍が摂津に侵入してきた時に、山名是豊軍が京都を防備するためこの地に陣を構えた。また、文明14年（1482年）には細川政元が入城している。
その次は、
｢山崎の陣、薬師寺九郎左衛門尉没落すと云々｣（『二水記』）

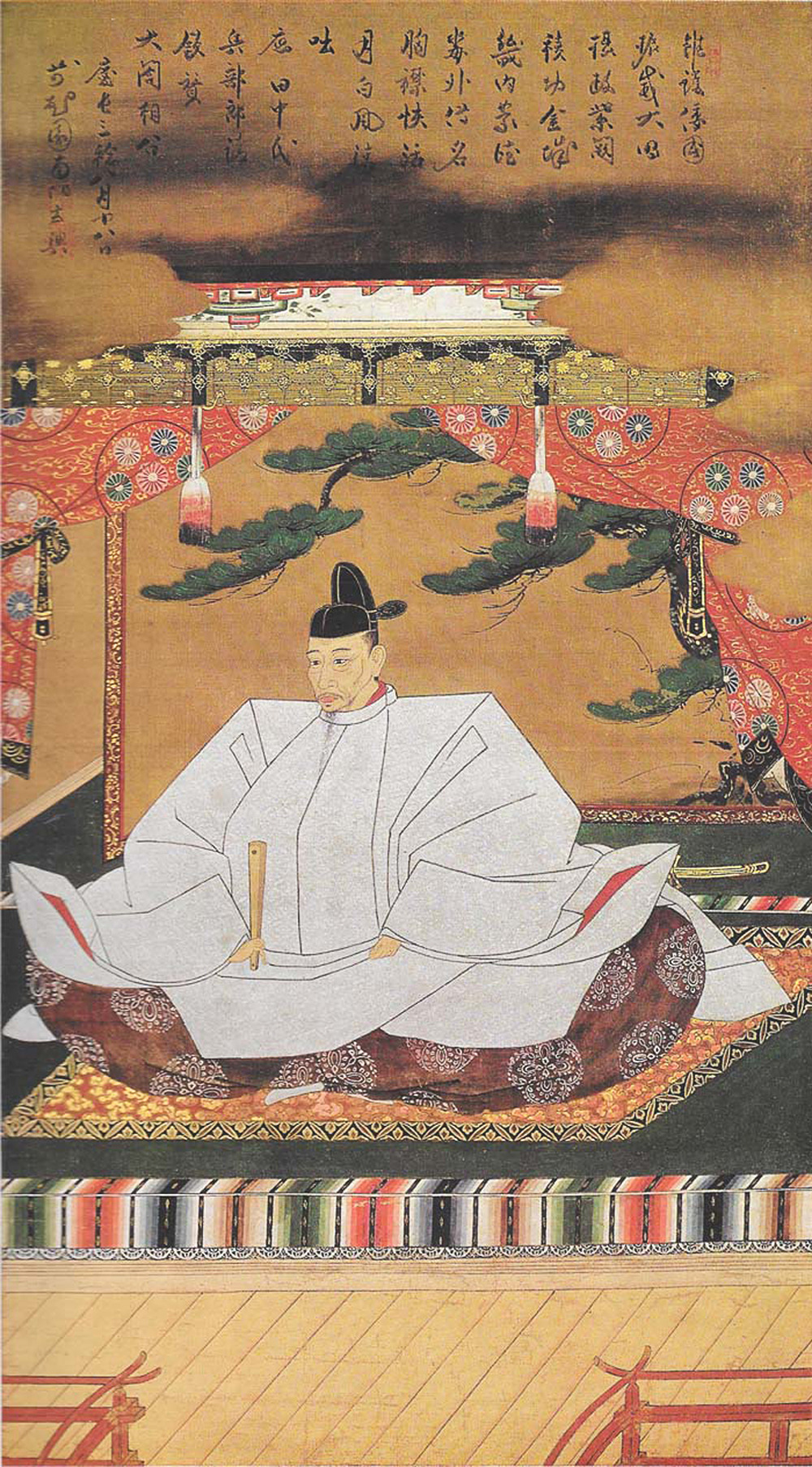
豊臣秀吉像/大阪市立美術館蔵

と記されている。この記述は桂川原の戦いの事で、細川高国の打倒を目指す細川晴元軍の波多野元清隊が八上・神尾山両城の戦いで勝利し、薬師寺国長が立て篭もる山崎城を落城させた。国長は高槻城に逃れ、波多野元清は摂津諸城を落城させていった。また天文7年（1538年）3月に晴元自身がこの城に赴き修築を実施している。この時普請人夫を洛中洛外から集めたことが、『親俊日記』『兼右卿記』に記されている。翌天文8年（1539年）に三好長慶が反乱を起こした時も、晴元は京都と芥川山城の繋ぎの城として山崎城を利用している。
天正10年（1582年）6月、本能寺の変後、中国大返しで中国地方から畿内へ引き返してきた羽柴秀吉、神戸信孝連合軍の侵攻に備えるため、男山城と山崎城に陣取った明智光秀軍であったが、何故か淀古城、勝竜寺城へ一時撤退した。翌日羽柴軍が山崎城に陣取ったため優勢となり、光秀は逃亡、討死する結果となった。

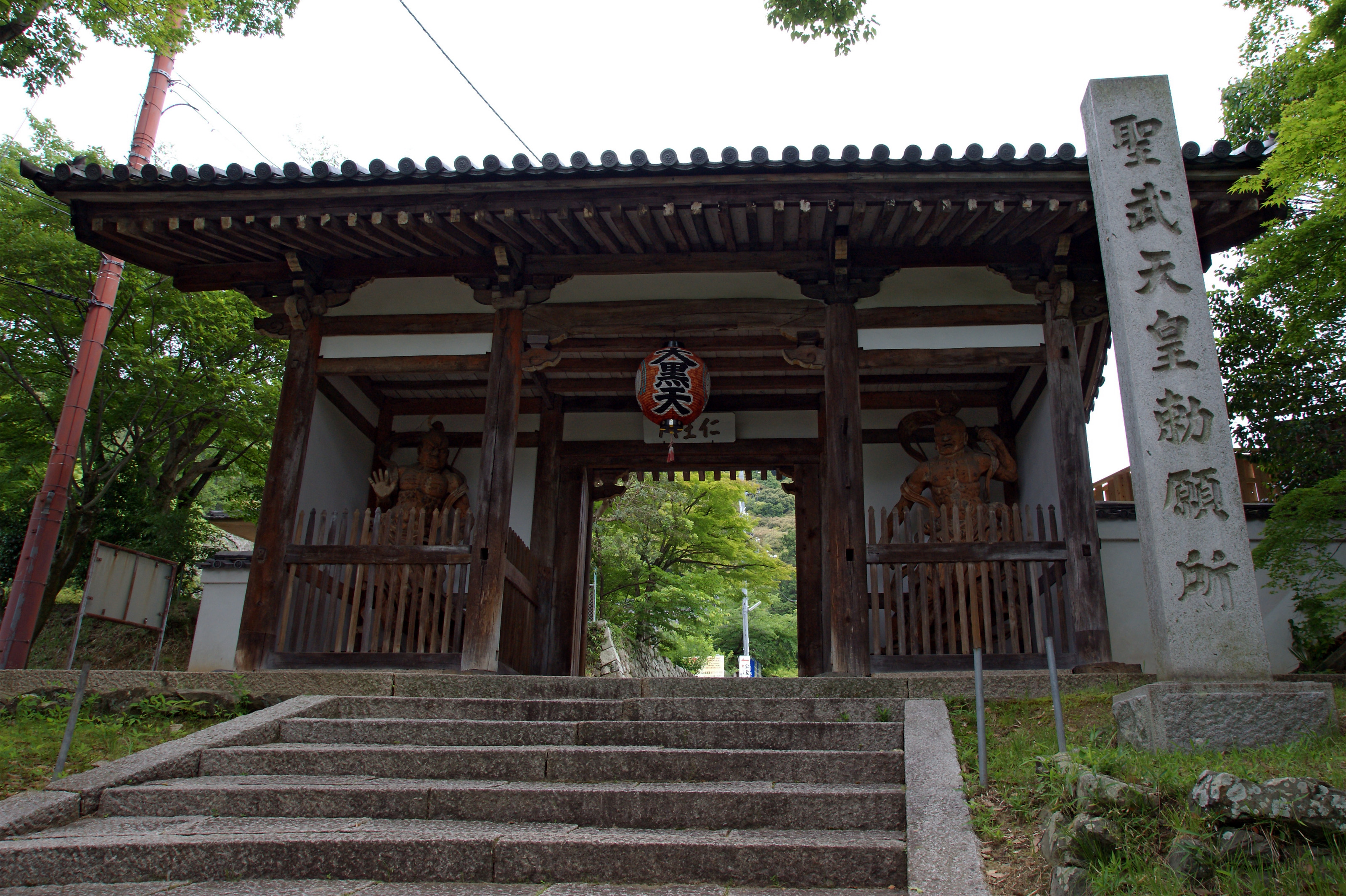
宝積寺の山門

秀吉は大坂城に移るまで、山麓にある宝積寺も含めて城郭として利用したと考えられている。
清洲会議で長浜城を柴田勝家へ譲り、秀吉の城は姫路城のみとなっていた。秀吉は「山城・丹波両国のどこかに城を築きたい」とし、更に「いずれ勝家と雌雄を決するときがくるはず」と考える秀吉にとって、京都に近く、しかも小谷城に匹敵する山城の候補地を物色するうち、天王山の場所に目をつけるようになったものと思われる」と推察されている。小谷城は秀吉が元亀元年（1570年）から天正元年（1573年）に攻め続けた城で、山城の優位性があったためではないかとしている。
秀吉その頃、｢山崎宝寺のうへに城をかまへ居給へり、されども、この所思ひ定ざるにや、はかばかしく構にもし給ざりけり｣(『豊鑑』)とし、これは竹中重門が著したもので、それほど重要な城郭ではないとしている。それとは別に『イエズス会日本年報』では、｢羽柴は甚だ堅固な城を二つ山崎及び都より三レグワの八幡に築いたが、柴田及び三七殿は大いにこの築城を不満とし、人を遣はして、最初の協定においては彼等は対等であったが、その後見るところによれば、彼は自ら天下の絶対の君主とならんとする志を示している。よって直に二城を破壊すべく、もしこれをなさざれば、冬が過ぎて彼を撃滅すると言いはせた。羽柴はこれに答へて、彼等もし来ることを得ば待つべく、何人が天下の君となるか各自の腕によって定めようと言った
一五八四年一月二十日付　パードレ・ルイス・フロイスより
インド管区長　パードレ・アレッサンドロ・バリニヤノに贈りし書翰｣(『イエズス会日本年報』)と記している。ここに記している八幡というのは、石清水八幡宮のことで男山頂に築かれた男山城を指している。『豊鑑』の「はかばかしく構にもし給ざりけり」と『イエズス会日本年報』の「甚だ堅固な城」との間にはへだたりがある。清洲会議がどのよう協定だったか日本側の史料には記載がなく、イエズス会日本年報に城郭に関する取り決めらしきものが窺い知れる。
また、秀吉が毛利輝元に出した書状に山崎城に関する記述がある。
｢大相国吊いとして御使僧差し上され、青銅万疋贈り、御意を懸けられ候、誠に御念を入れられ示し預り候段、謝し申しがたく候、しかして、畿内の要に就き候、御使僧見及ばる如くに候、山崎において我等普請申し付け候故、吊いの儀、まず延引せしめ候間、彼の仏事執行候刻、仰せをこうむるべく候、御使僧へ申し渡し候、恐惶謹言 七月十七日　秀吉｣
大相国とは主君織田信長を指しており、信長の死を悼み、弔意として青銅を送ったことに対する礼状である。文中には山崎城を築城していることも記しており、清洲会議から20日程度たった天正10年（1582年）7月17日には普請が開始されている。

最後は吉田兼見の日記には、｢今朝山崎之天守ヲ壊チ取ランガ為、奉公罷リ越ス｣天正十二年三月廿五日条(『兼見卿記』)とあり、山崎城には天守があり、廃城日は天正12年（1584年）3月25日となっている。

## 城郭
現在の城郭は、最後の城主となった豊臣秀吉時代のものが多くあらわれている。山崎城の最大幅は、東西約250メートル、南北約200メートルで本丸北側には東西35メートル、南北20メートルの小曲輪があり天守台と考えられている。本丸を中心に、東側、南側、南西側に曲輪を配置し、北側は断崖の要害となっている。
縄張りの基本は四角形で築城されており、「倭城の長大な登り石垣と空堀と第一戦に捉えた天守台のパターンに近いものが萌芽しており、織田・豊臣系の築城パターンの中でも、秀吉の個性が強く出たものと考えられる」とし、山崎城の築城パターンはその後の倭城に多く出てきており、豊臣系のものが色濃く出ているとされている。豊臣秀吉が山崎城に在城中は、天王山から宝積寺一帯にかけて布陣していることから、寺を含めて城郭として機能し、寺から山頂にかけての防御はそれほど重要でなく、「山頂のこの城郭は、全体の詰の城といった存在であったと考えられ」、山頂部分の縄張りは最後の砦として機能したといえる。

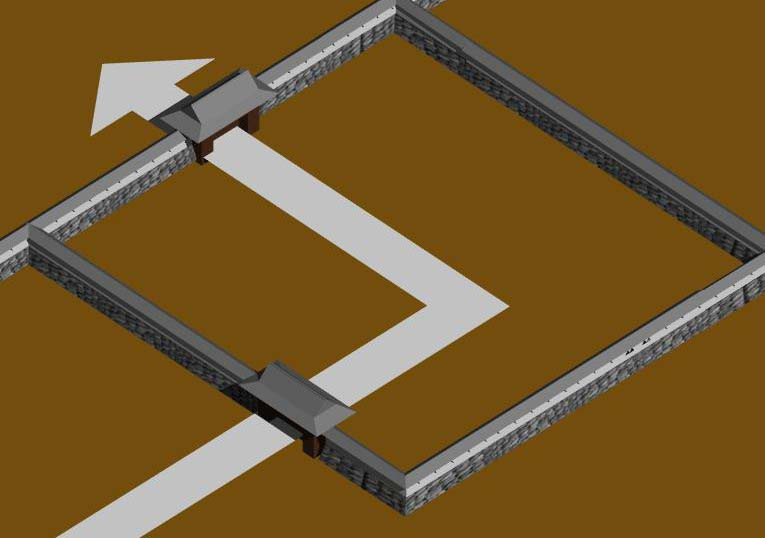
枡形虎口の例

また山頂の城郭（詰の城）は本丸に向かうまで、虎口、枡形、土塁、堀、土橋と連続した防御システムがある。これについて「山麓の宝積寺より山頂の詰の城を一体とするパターンと、詰の城の細かい防御施設に後の秀吉系の城郭パターンの原型と言える二大要素を持った縄張の城郭である」と指摘されている。
遺構としては、本丸の礎石跡、石垣、井戸、門柱礎石が散見できる。歴史がある山崎城だが、発掘調査は進展していない模様である。

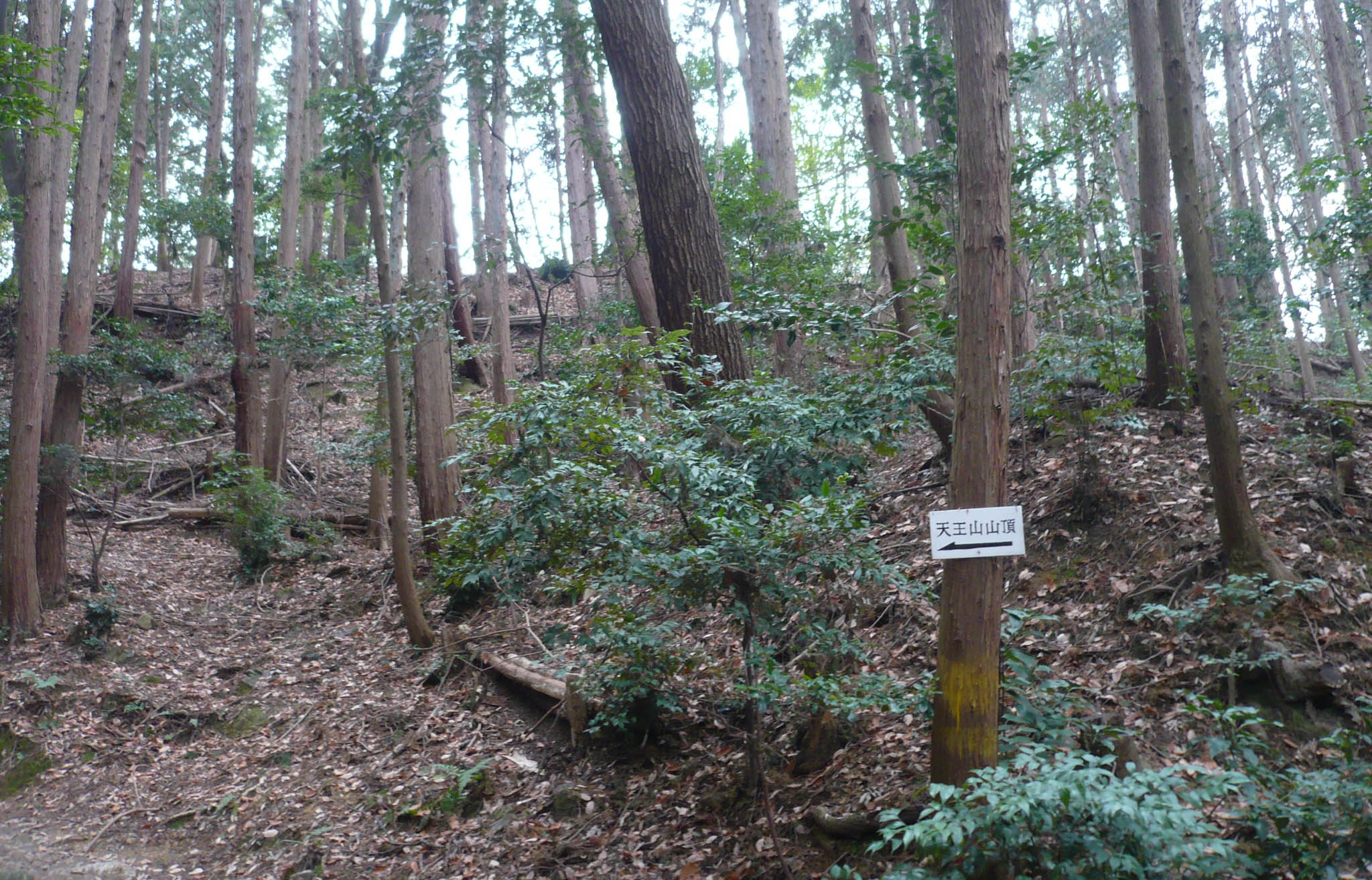
本丸への虎口跡
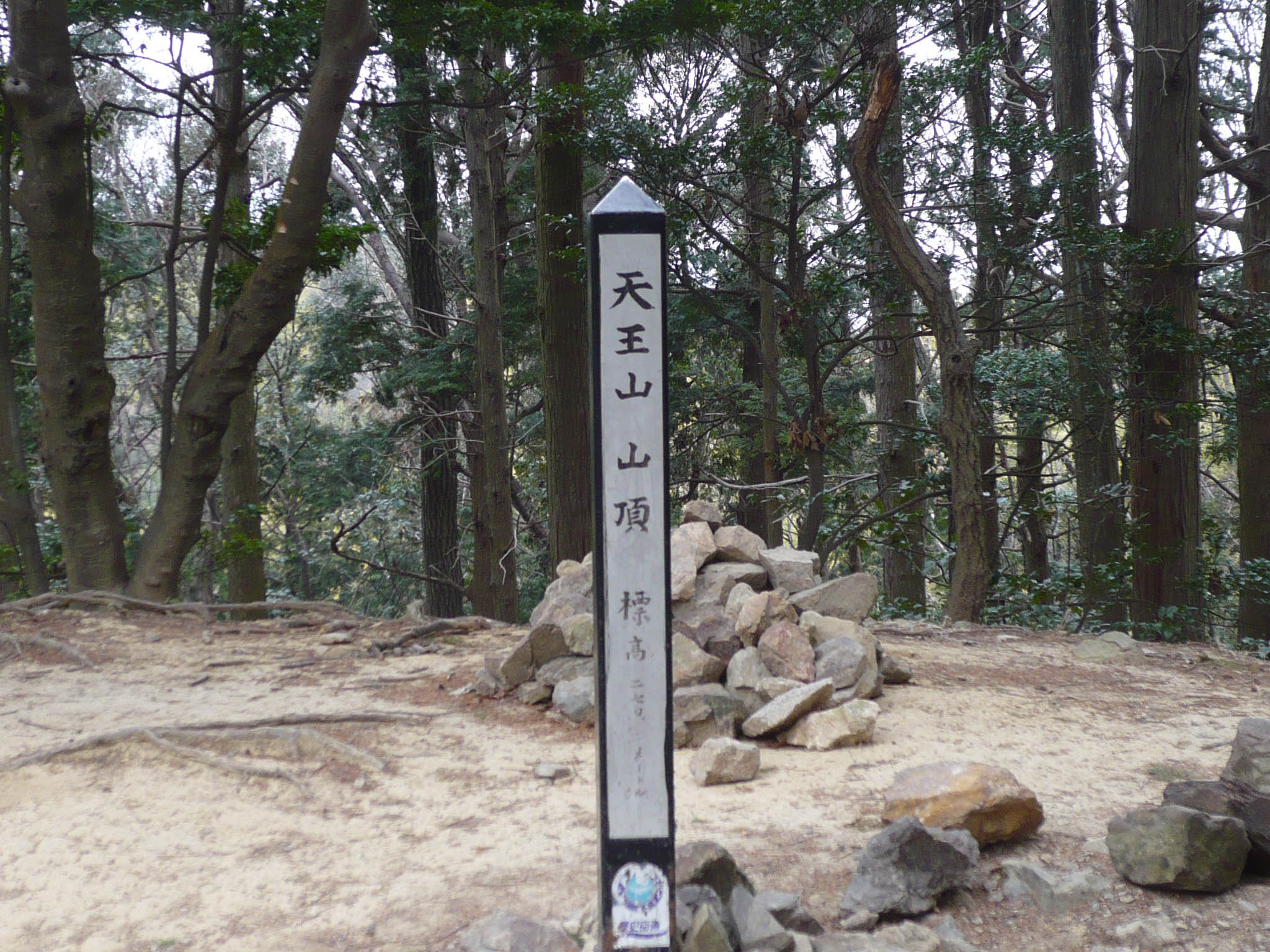
天王山山頂の標札
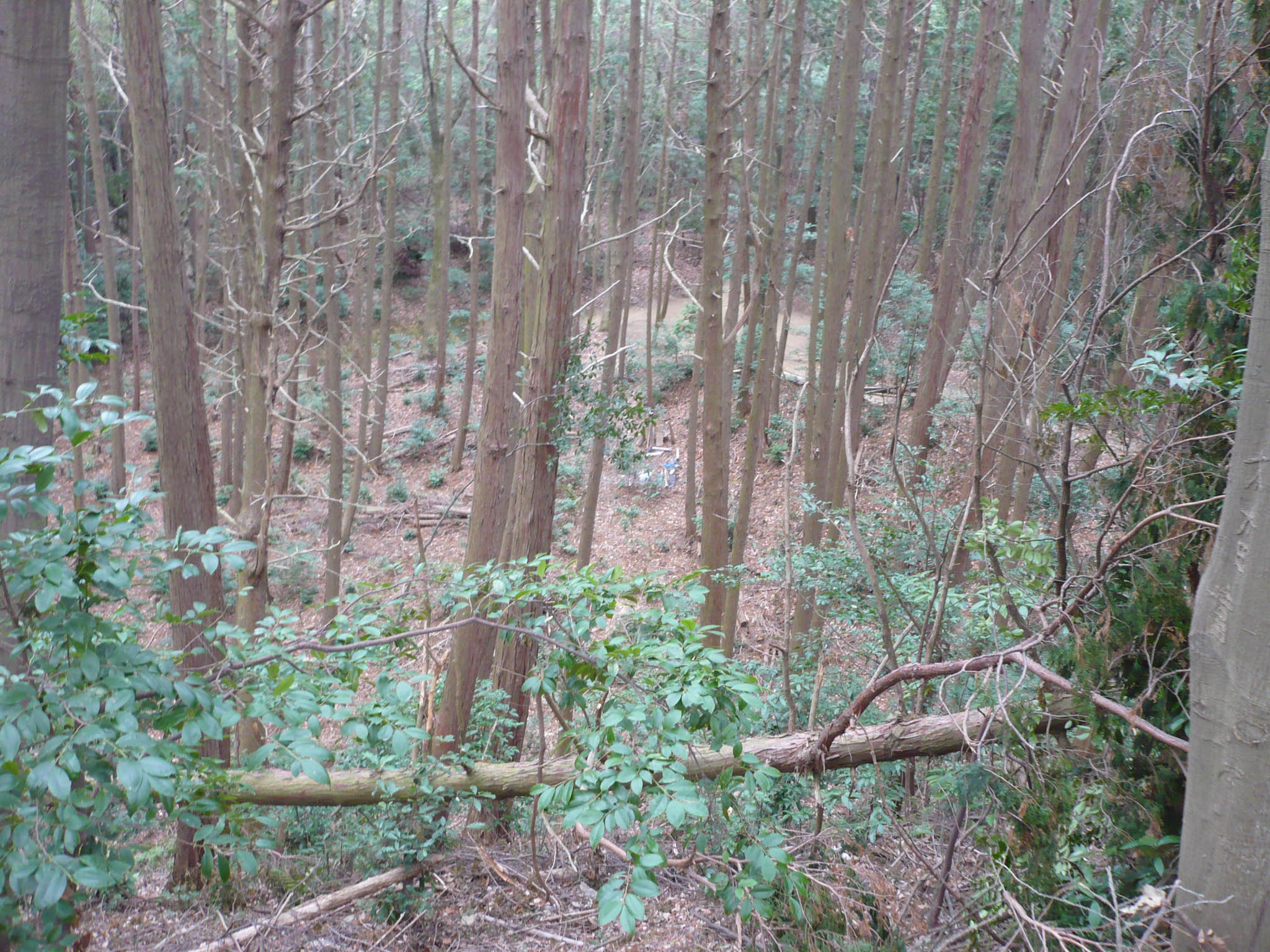
本丸南下への曲輪跡
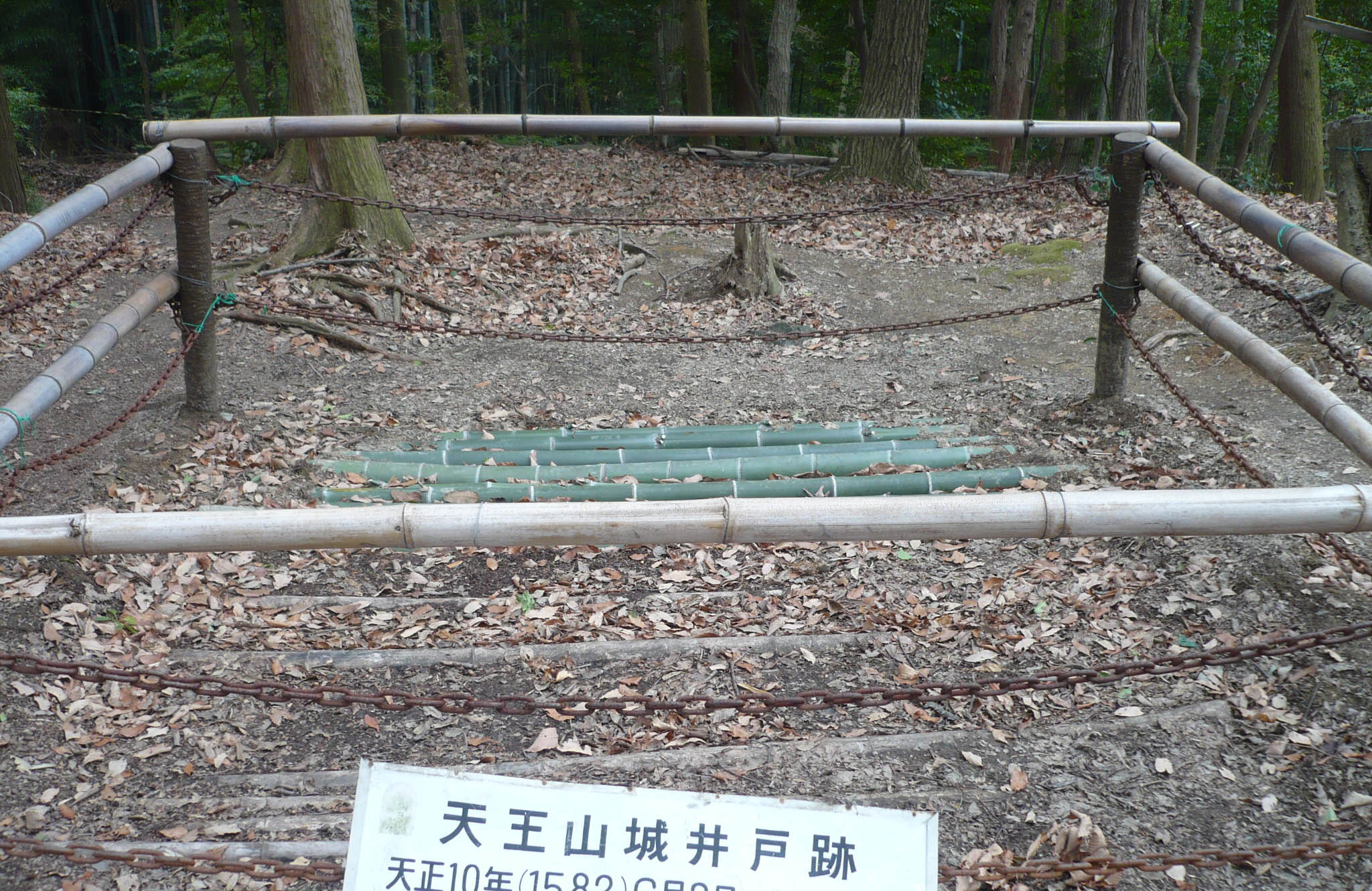
井戸跡

## 城跡へのアクセス

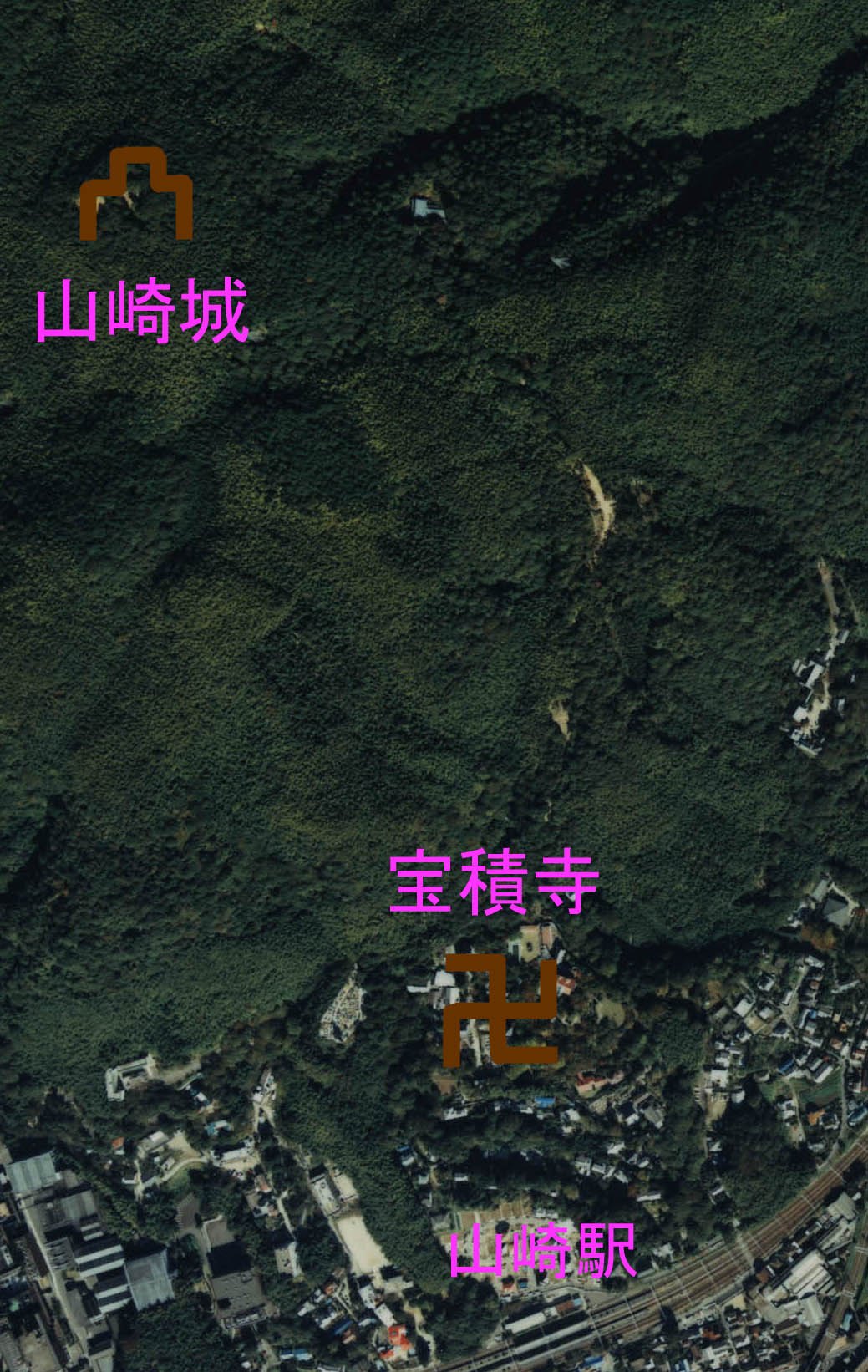
山崎城と周辺地域の空中写真/

- 電車でのアクセス 
  - JR京都線（東海道本線）山崎駅
- 車でのアクセス
  - 名神高速道路大山崎IC→国道171号
  - 山崎駅周辺に大山崎町立有料駐車場有
- 徒歩でのアクセス
  - 山崎駅→天王山山頂 徒歩約30分